# Oxypodini
Oxypodini (лат.) — триба коротконадкрылых жуков из подсемейства Aleocharinae. Космополитная группа, включающая 173 рода и более 1860 видов.

## Описание
Мелкие коротконадкрылые жуки. Группа неоднородная. В целом, полифилия Oxypodini в настоящее время хорошо установлена, в то время как текущий диагноз трибы (Seevers 1978; Ashe 2001) недостаточен и основан на плезиоморфных и гомопластических признаках: формула лапок 5-5-5 (большинство) или 4-4-4 (подтриба Meoticina) (4-5-5 у исключённой Tachyusina). Усики 11-члениковые (10-11-члениковые у подтрибы Dinardina). Голова у большинства без отчётливой шеи, у некоторых имеется шея; лобный шов присутствует или отсутствует; терминальный членик с целоконическими сенсиллами (подтриба Meoticina) или без них (подтрибы Aphytopodina, Dinardina, Microglottina, Oxypodina, Phloeoporina); ротовой аппарат генерализованный; мезококсы у большинства узко расставлены, у некоторых умеренно расставлены; межтазиковые отростки у большинства тонкие; IX тергит брюшка узко разделен в основании. Свободноживущие хищники, некоторые прибрежные, пещерные или обитающие в гнездах птиц и млекопитающих, некоторые виды связаны с муравьями.

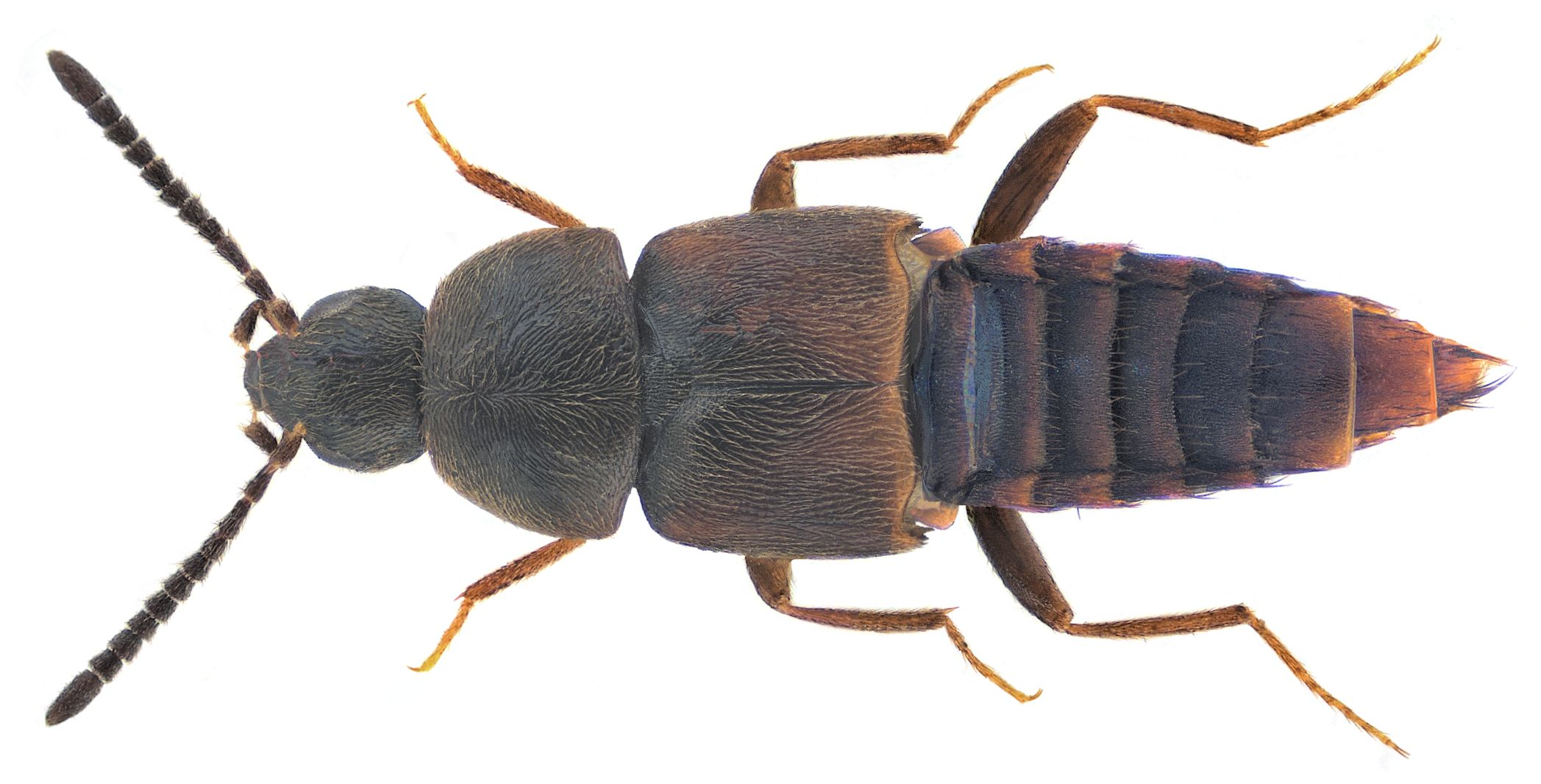
Oxypoda opaca
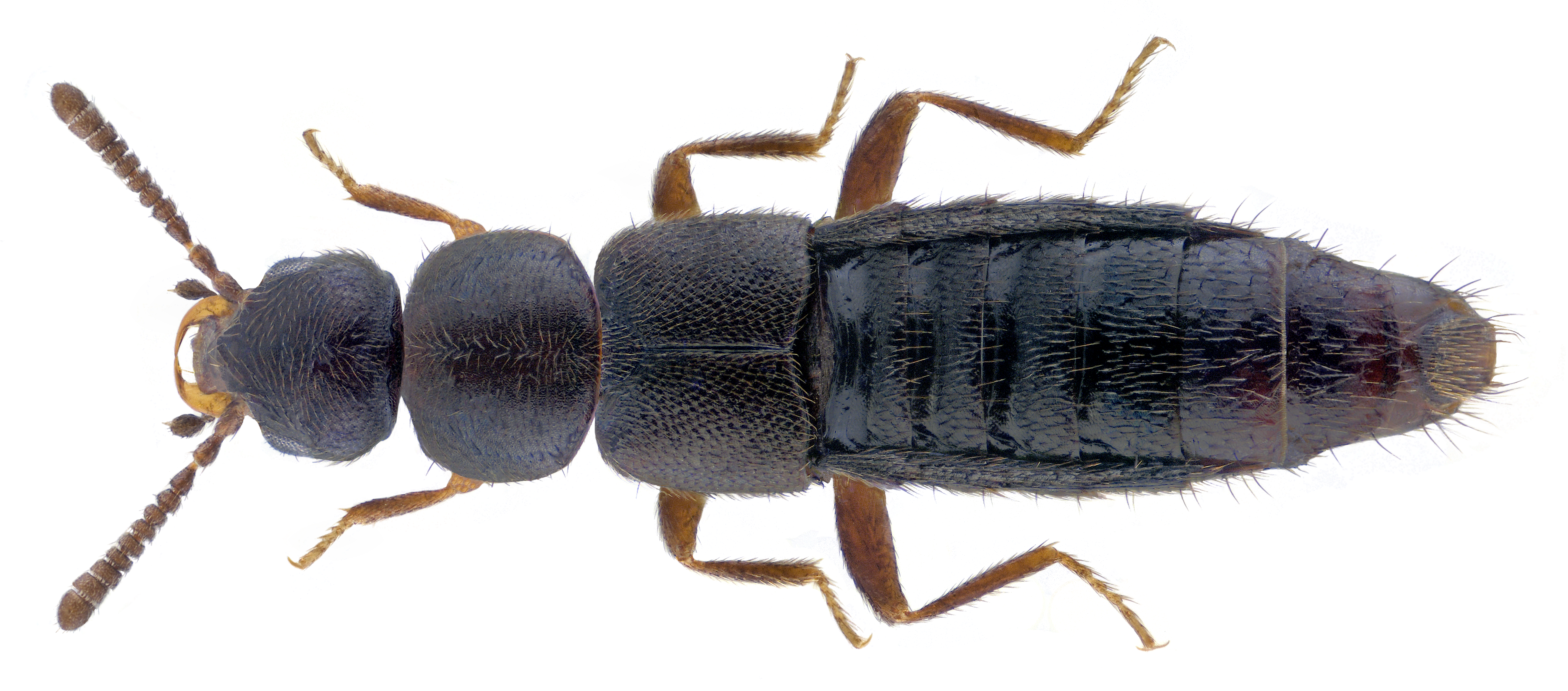
Mniusa incrassata
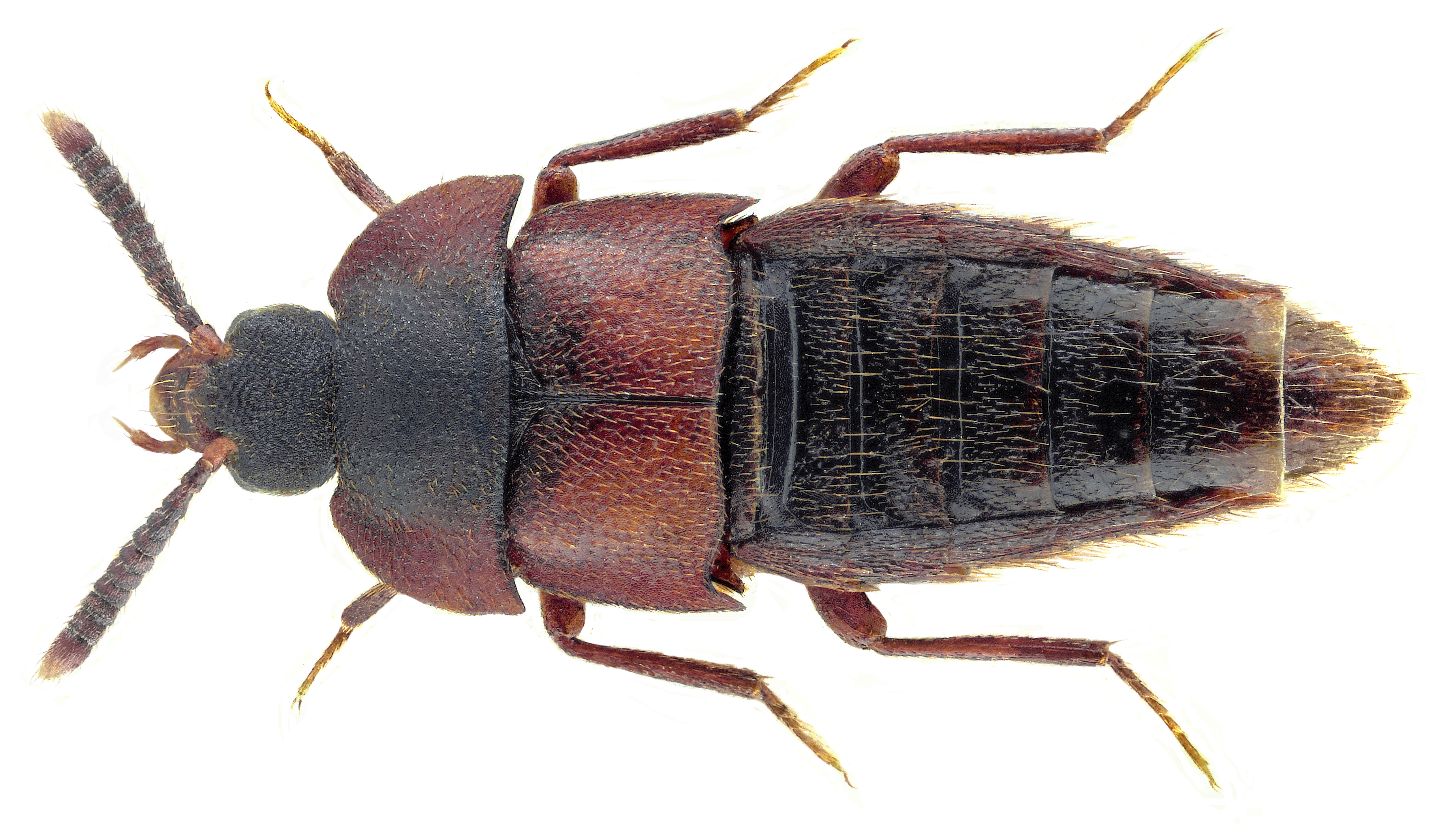
Dinarda maerkelii
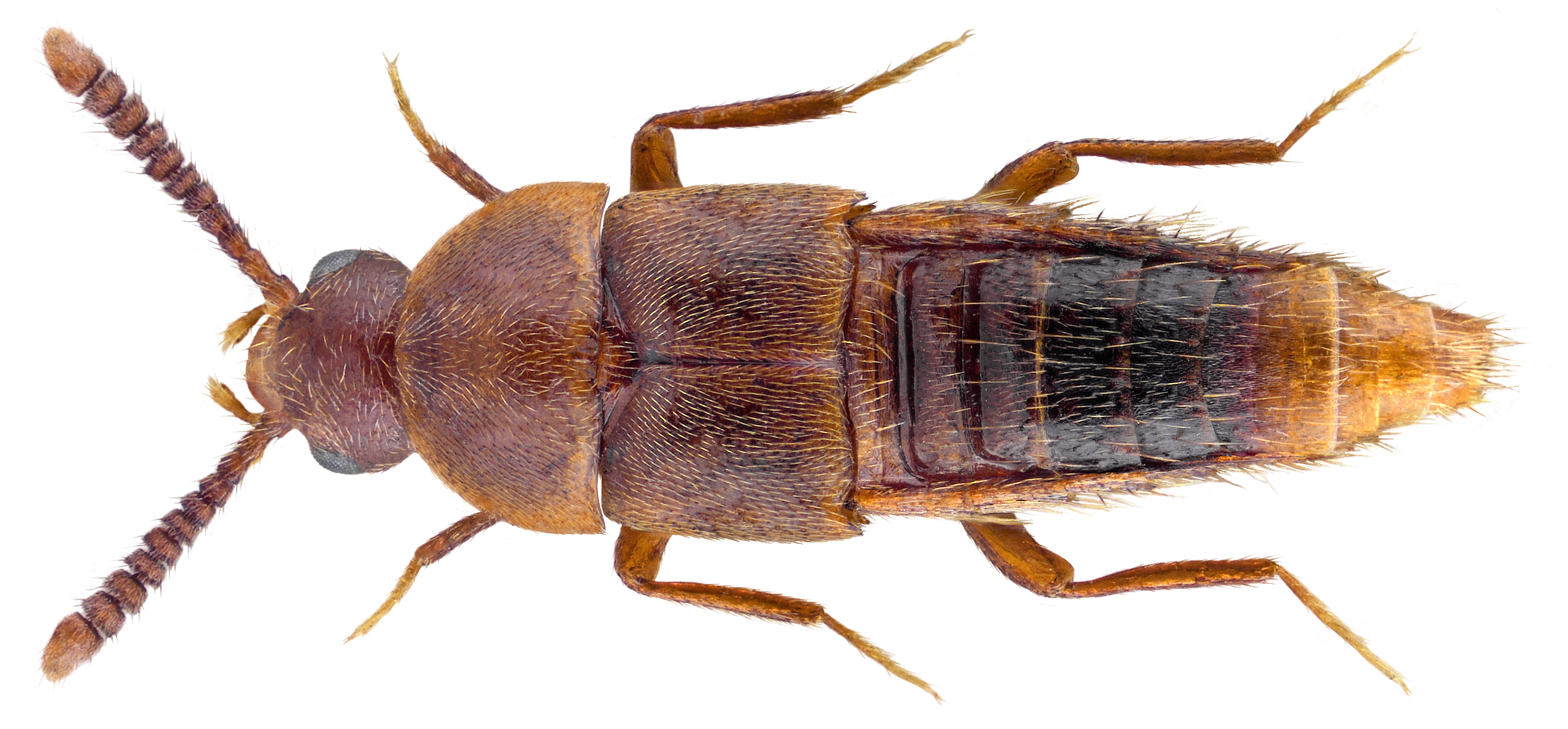
Homoeusa acuminata
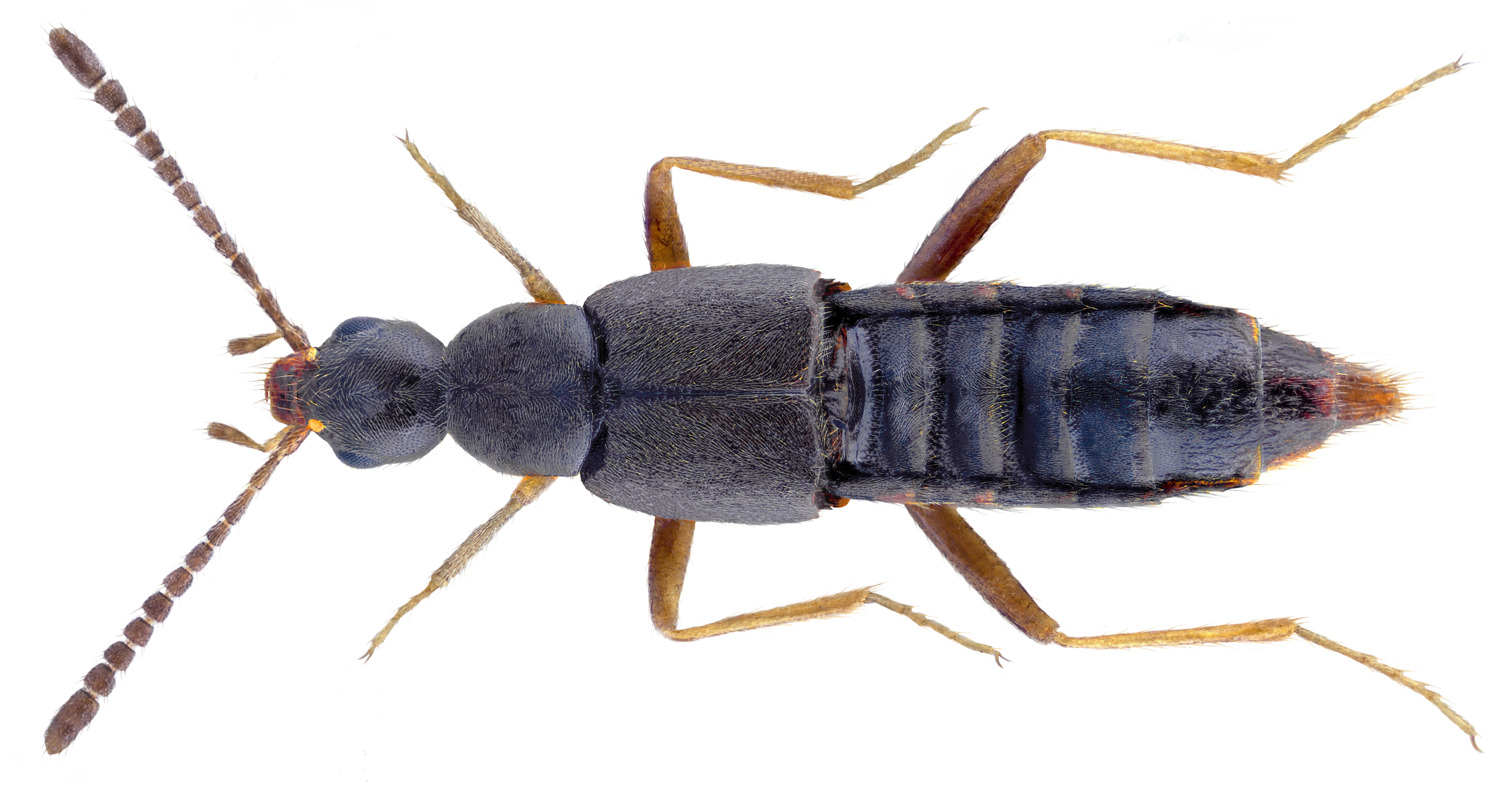
Tetralaucopora longitarsis
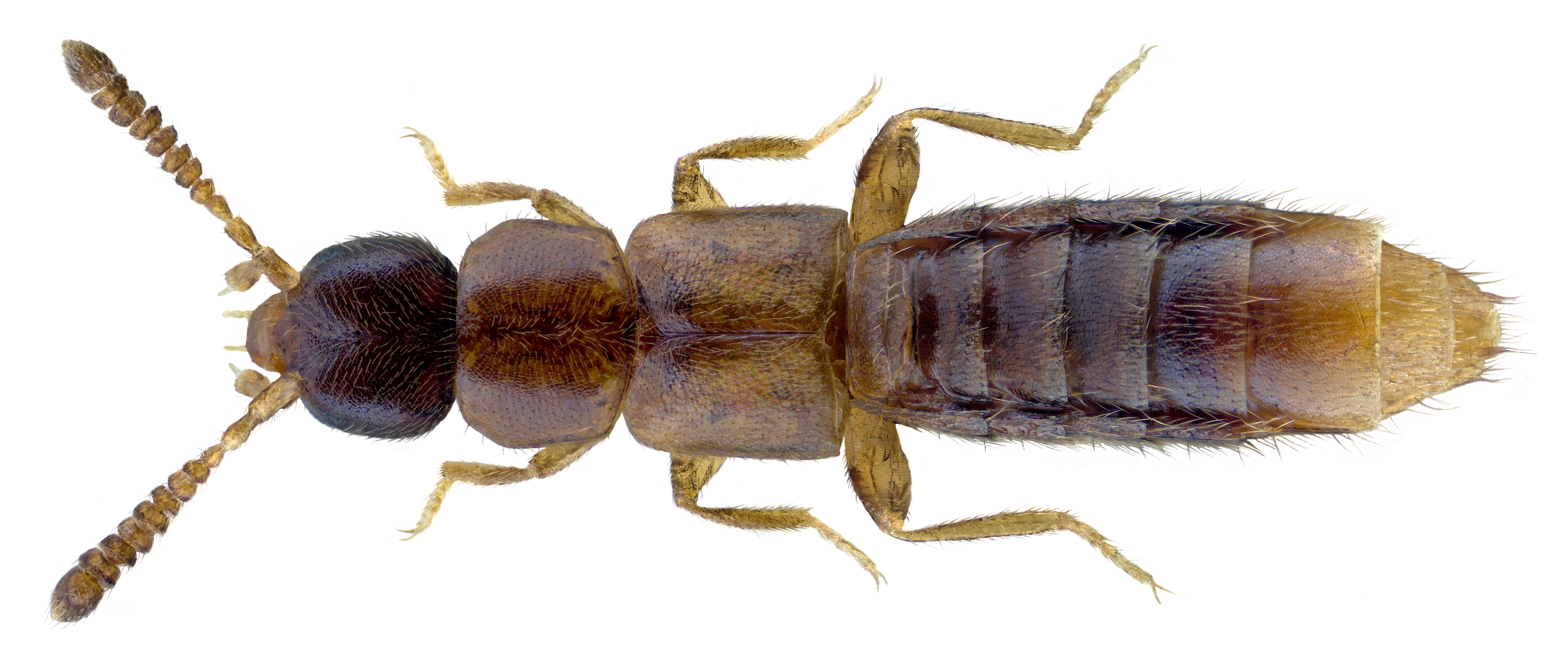
Meotica filiformis
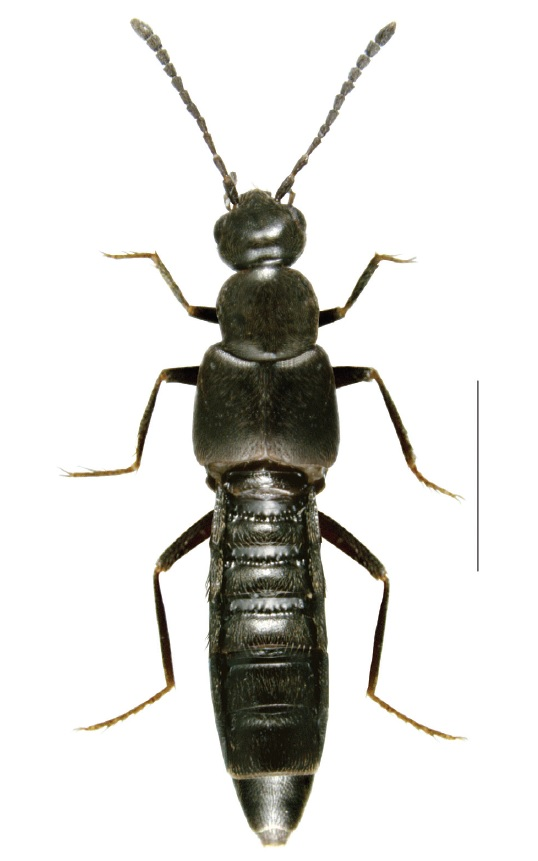
Gnypeta nigrella
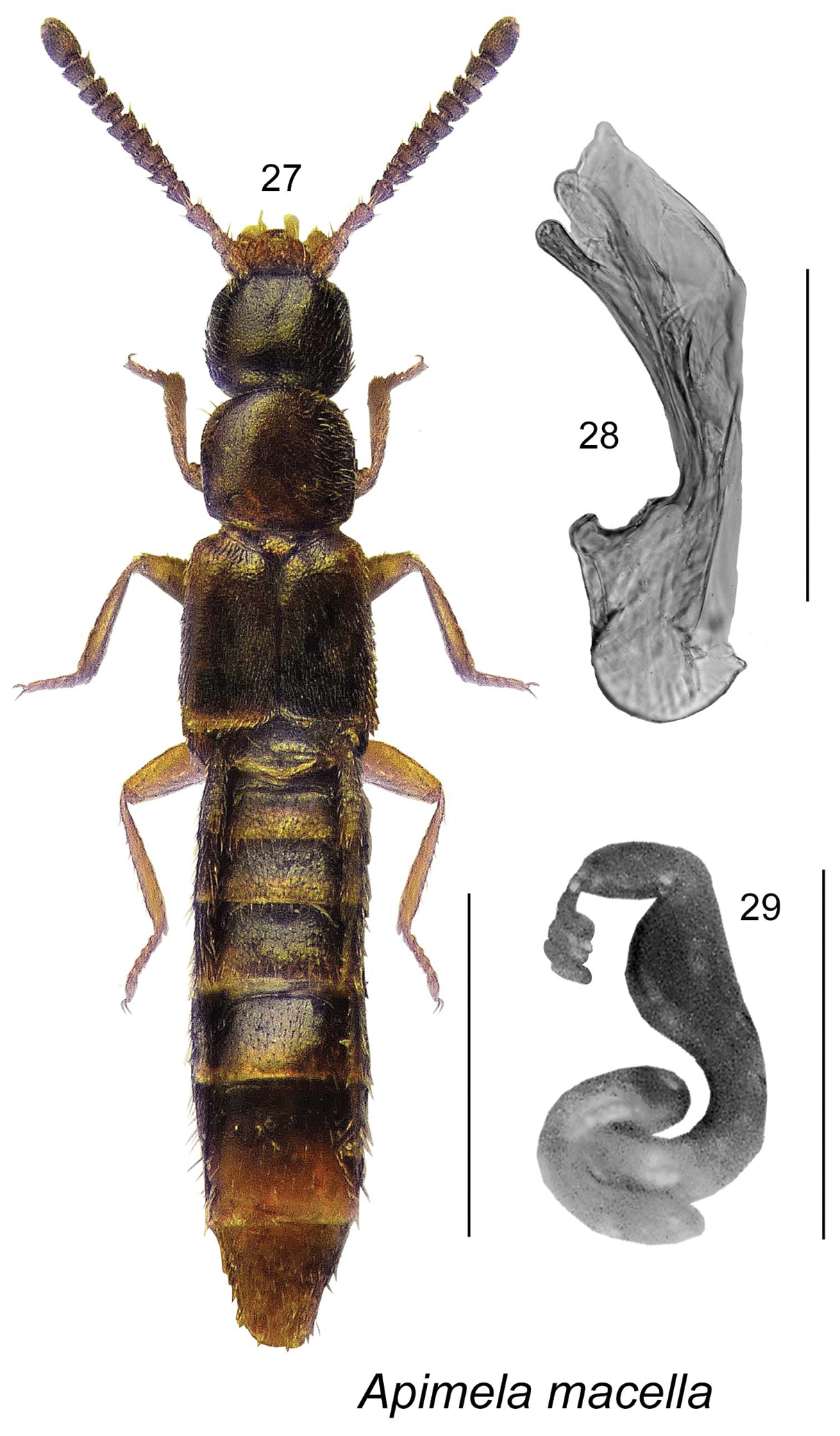
Apimela macella
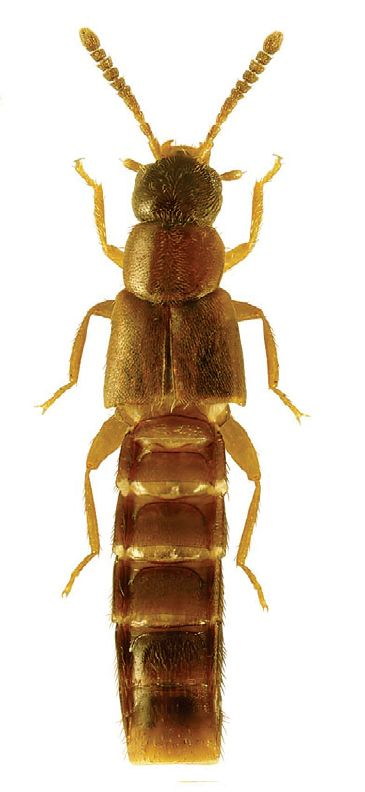
Alisalia elongata
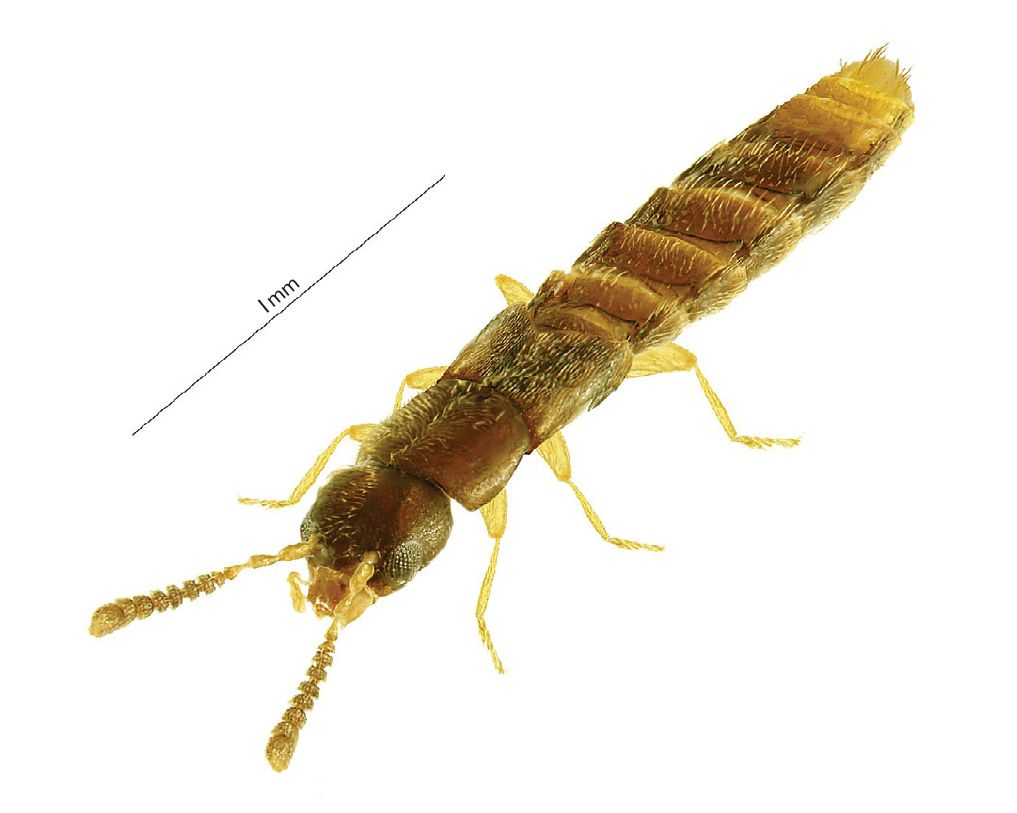
Alisalia testacea
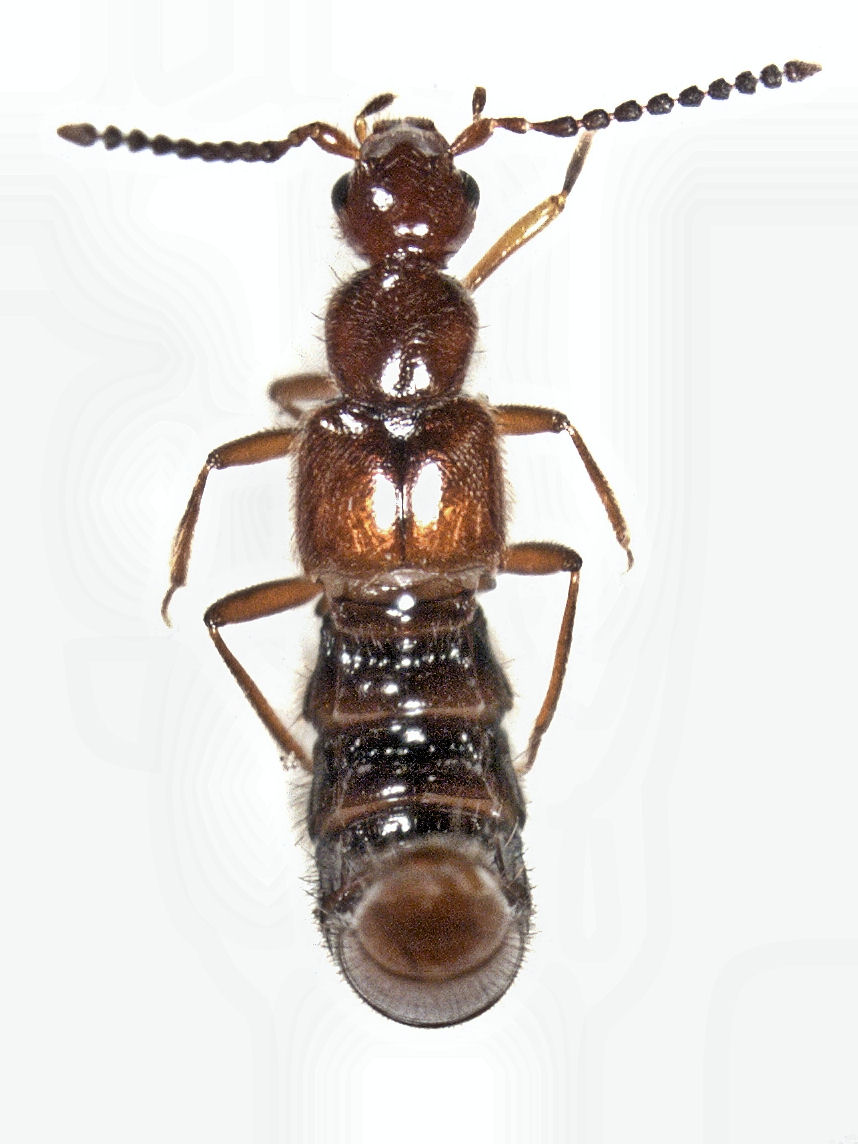
Marecon rufipenne

## Систематика
Триба Oxypodini включает 173 рода и более 1860 видов. В составе выделяют 6 подтриб: Aphytopodina, Dinardina (=Blepharhymenina), Meoticina, Microglottina, Oxypodina и Phloeoporina. Ниже включены в список роды подтрибы Tachyusina, которую исключили в 2013 году и повысили до ранга отдельной трибы Tachyusini, сближая её с кладой из триб Athetini и Hygronomini.
В 2021 году в ходе филогенетического анализа триб из подсемейства Aleocharinae таксон Oxypodini был включен в кладу триб OPH (Oxypodini – Placusini – Hoplandriini и Drepanoxenini; 4 трибы, 2414 видов), которая образует сестринскую группу с кладой HALD (Homalotini – Actocharini – Autaliini – Liparocephalini – Diglottini; 9 триб, 2994 вида) и линией Aleocharini (3 трибы, 704 вида, Antillusini и  Taxicerini).
- Achtherampla Pace, 1992 (Meoticina)
- Acrimea Casey, 1911
- Acrostiba Thomson, 1858
- Alfocalea Klimaszewski, 2004
- Alisalia Casey, 1911 (Meoticina)
- Almoria Cameron, 1939 (Tachyusina)
- Amarochara Thomson, 1858
- Apatelieida Pace, 2002 (N. stricticollis)[5]
- Aphytopus  Sharp, 1886 (Aphytopodina)
- Apimela Mulsant & Rey, 1874 (Meoticina)
- Aspidobactrus Sharp, 1888 (Dinardina)
- Bamona Sharp, 1883 (Meoticina)
- Beijingusa Pace, 1999 (Dinardina)
- Betocalea Klimaszewski, 2004
- Blepharhymenus Solier, 1849 (>60, Blepharhymenus brendeli, Blepharhymenina, или Dinardina)
- Brachyusa Mulsant & Rey, 1874 (Tachyusina)
- Caenopoda Pasnik, 2005 (Tachyusina)
- Calodera Mannerheim, 1831
- Cephalocousya Lohse, 1971
- Chanoma Blackwelder, 1952
- Chilomorpha Krasa, 1914
- Chitosa Casey, 1900 (Dinardina)
- Crataraea Thomson, 1858 (Crataraea myrmecophila)
- Ctenatheta Sawada, 1987 (Tachyusina)
- Dacrila Mulsant & Rey, 1873 (Tachyusina)
- Dasygnypeta Lohse, 1974 (Tachyusina)
- Dasytricheta Bernhauer, 1943 (Tachyusina)
- Decusa Casey, 1900 (Dinardina)
- Devia Blackwelder, 1952
- Dexiogyia Thomson, 1858
- Dilacra C.G. Thomson, 1858 (Tachyusina)
- Dinarda Samouelle, 1819 (Dinardina)
- Dinusa Saulcy, 1864 (Dinardina)
- Diploxenus Kistner & Akatsuka, 1981 (Dinardina)
- Echidnoglossa Wollaston, 1864 (Dinardina)
- Ecomorypora Cameron, 1945 (Tachyusina)
- Euthotorax Solier, 1849 (Dinardina)
- Gennadota Casey, 1906
- Gnathusa Fenyes, 1909
- Gnypeta Thomson, 1858 (Gnypeta saccharina, Tachyusina)
- Gnypetalia Cameron, 1939 (Tachyusina)
- Gnypetella Casey, 1906 (Tachyusina)
- Gyronycha Casey, 1893 (Meoticina)
- Haploglossa Kraatz, 1856
- Homoeusa Kraatz, 1856 (Dinardina)
- Hylota Casey, 1906 (Hylota cryptica)
- Ilyobates Kraatz, 1856
- Ischnoglossa Kraatz, 1856
- Ischnopoda Stephens, 1835 (Tachyusina)
- Ischnopoderona Scheerpeltz, 1974 (Tachyusina)
- Leptobamona Casey, 1911 (Meoticina)
- Liometoxenus Kistner, Jensen & Jacobson, 2002
- Longipeltina Bernhauer, 1912
- Losiusa Seevers, 1978 (Dinardina)
- Megocalea Klimaszewski, 2004
- Melanalia Casey, 1911
- Meotica Mulsant & Rey, 1873 (Meoticina)
- Meoticella Scheerpeltz, 1954 (Meoticina)
- Meronera Sharp, 1887
- Metocalea Klimaszewski, 2004
- Mniusa Mulsant & Rey, 1875
- Myrmobiota Casey, 1893
- Neoisoglossa Klimaszewski, 2004
- Neolara Sharp, 1883 (Tachyusina)
- Neosilusa N. stricticollis
- Neothetalia Klimaszewski, 2004
- Ocalea Erichson, 1837
- Ocyusa Kraatz, 1856
- Ocyustiba Lohse & Smetana, 1988
- Outachyusa Pace, 1991 (Tachyusina)
- Oxypoda Mannerheim, 1831 (O. domestica, O. sunpokeana)
- Pachycerota Casey, 1906
- Paradilacra Bernhauer, 1909 (Tachyusina)
- Paragnypeta Cameron, 1945 (Tachyusina)
- Paratachyusa Pasnik, 2005 (Tachyusina)
- Parocalea Bernhauer, 1902 (Dinardina)
- Parocyusa Bernhauer, 1902
- Pentanota Bernhauer, 1905
- Phloeopora Erichson, 1837 (P. gilbertae)
- Polylobus Solier, 1849
- Pseudapimela Coiffait, 1982 (Meoticina)
- Pseudognypeta Cameron, 1923 (Tachyusina)
- Pyraglossa Bernhauer, 1901
- Stichoglossa Fairmaire & Laboulbene,1856
- Syntemusa Pace, 2002[5]
- Tachyusa Erichson, 1837 (Tachyusina)
- Tachyusopoda Pasnik, 2010 (Tachyusina)
- Teliusa Casey, 1906 (Tachyusina)
- Tetragnypeta Cameron, 1950 (Tachyusina)
- Tetralaucopora Bernhauer, 1928
- Thiasophila Kraatz, 1856 (Dinardina) (Thiasophila angulata)
- Thinonoma Thomson, 1859 (Tachyusina)
- Thripsophaga Cameron, 1929 (Tachyusina)
- Thyasophila Fairmaire & Laboulbene, 1856
- Trachyota Casey, 1906
- Weineria Pasnik, 2005 (Tachyusina)